# Cortes de Barcelona (1372)
Las Cortes Catalanas fueron convocadas por el rey Pedro IV el Ceremonioso en Barcelona, en 1372-1373, durante el período de regencia de la Generalidad de Cataluña.
El donativo que se aportó al rey para luchar en la revuelta de Cerdeña, esta vez tendría como garantía las décimas que el Papa había donado al rey. El importe fue de 30.000 florines a los que hay que sumar otros 10 000 que se dejaron para armar seis galeras para proteger la costa catalana.
El regente, Bernat Bussot, se tuvo que enfrentar a la negativa de los andorranos a pagar las generalidades, aludiendo que tenían privilegios reales. Se decidió darles el mismo tratamiento que a aragoneses y valencianos que hacían comercio, cobrando sólo el impuesto de entradas y salidas. También se decidió disponer guardias a los puertos de los Pirineos para evitar que los andorranos entrasen mercancías sin pagar.
| Predecesor: Cortes de Tarragona-Montblanc-Tortosa (1370-1371) | Cortes Catalanas 1379-1380 | Sucesor: Cortes de Lérida (1375) |